# عضو هشتم هیئت منصفه
عضو هشتم هیئت منصفه (انگلیسی: Juror 8) فیلم حقوقی سال ۲۰۱۹ محصول کره جنوبی بر پایهٔ فیلم آمریکایی ۱۲ مرد خشمگین سال ۱۹۵۷ است. این فیلم در ۱۵ مه ۲۰۱۹ منتشر شد.

## بازیگران

### اصلی
- مون سو ری در نقش کیم جون گیوم[۵]
- پارک هیونگ شیک در نقش کوان نام وو[۵]

### مکمل
- بک سو جانگ در نقش یون گیو ریم
- چا می کیونگ در نقش یانگ چون اوک
- یون کیونگ-هو در نقش جو جین شیک
- سو جونگ یون در نقش بیون سانگ می
- جو هان-چول در نقش چوی یونگ جه
- کیم هونگ پا در نقش جانگ گی بک
- چو سو-هیانگ در نقش اوه سو جونگ
- کوان هه-هیو در نقش رئیس دادگاه
- ته این هو در نقش قاضی ناظر
- لی هه وون در نقش دستیار قاضی
- سو هیون وو در نقش کانگ دو شیک
- لی یونگ یی در نقش مادر کانگ دو شیک
- یوم دونگ هون در نقش خویشاوند کانگ دو شیک
- شیم دال گی در نقش کانگ سو را
- کیم هاک سون در نقش پزشک قانونی
- گو سو هی در نقش کارمند مرکز اجتماعی

## تولید
اولین جلسه فیلمنامه خوانی در ۲۹ ژوئن ۲۰۱۸ انجام شد. فیلم‌برداری در ۷ ژوئیه ۲۰۱۸ آغاز شد و در ۲۲ سپتامبر ۲۰۱۸ به پایان رسید.